# Юнацький чемпіонат Європи з футболу (U-18) 1984
Чемпіонат Європи з футболу серед юнаків віком до 18 років 1984 року — пройшов у СРСР з 25 травня по 3 червня. Переможцем стала збірна Угорщини, яка у фіналі перемогла збірну СРСР по пенальті 3:2 (основний та додатковий час завершився із рахунком 0:0).

## Кваліфікація

### Група 8
| Збірна  | І | В | Н | П | ГЗ | ГП | РГ | О |
| ------- | - | - | - | - | -- | -- | -- | - |
| Італія  | 4 | 2 | 2 | 0 | 5  | 0  | +5 | 6 |
| ФРН     | 4 | 1 | 2 | 1 | 2  | 4  | –2 | 4 |
| Австрія | 4 | 0 | 2 | 2 | 1  | 4  | –3 | 2 |

|  | Австрія | 0–2 | Італія  |
|  | ФРН     | 1–1 | Австрія |
|  | Італія  | 3–0 | ФРН     |
|  | ФРН     | 0–0 | Італія  |
|  | Італія  | 0–0 | Австрія |
|  | Австрія | 0–1 | ФРН     |

### Інші матчі відбору
| Команда 1      | Заг.   | Команда 2         | 1-й матч | 2-й матч   |
| -------------- | ------ | ----------------- | -------- | ---------- |
| Ірландія       | 3–1    | Північна Ірландія | 3–0      | 0–1        |
| Уельс          | 2–8    | Шотландія         | 2–4      | 0–4        |
| Ісландія       | 0–6    | Англія            | 0–3      | 0–3        |
| Норвегія       | 0–2    | Польща            | 0–2      | 0–0        |
| Фінляндія      | 2–3    | Данія             | 2–2      | 0–1        |
| НДР            | 5–2    | Швеція            | 3–1      | 2–1        |
| Мальта         | 0–5    | Швейцарія         | 0–2      | 0–3        |
| Люксембург     | 4–2    | Нідерланди        | 1–2      | 0–1 3–01   |
| Португалія     | 4–2    | Бельгія           | 4–0      | 0–2        |
| Франція        | 2–3    | Іспанія           | 1–0      | 1–3        |
| Чехословаччина | 3–0    | Кіпр              | 3–0      | 0–0        |
| Греція         | (г)3–3 | Югославія         | 1–1      | 2–2        |
| Угорщина       | 3–0    | Румунія           | 1–0      | 2–0        |
| Туреччина      | 3–3    | Болгарія          | 1–2      | 2–1 (4–5п) |

1Матч Нідерланди — Люксембург закінчився із рахунком 1-0, результат був анульований через феєрверки та присуджена перемога Люксембургу 0:3.

## Учасники
- Болгарія
- Чехословаччина
- Данія
- НДР
- Англія
- Греція
- Угорщина
- Італія
- Люксембург
- Польща
- Португалія
- Ірландія
- Шотландія
- СРСР (господарі)
- Іспанія
- Швейцарія

## Груповий етап

### Група A
| Збірна     | І | В | Н | П | ГЗ | ГП | РГ | О |
| ---------- | - | - | - | - | -- | -- | -- | - |
| Ірландія   | 3 | 2 | 1 | 0 | 7  | 3  | +4 | 5 |
| Шотландія  | 3 | 1 | 1 | 1 | 4  | 5  | –1 | 3 |
| Португалія | 3 | 1 | 0 | 2 | 6  | 7  | –1 | 2 |
| Греція     | 3 | 0 | 2 | 1 | 3  | 5  | –2 | 2 |

| 25 травня |

| Ірландія | 3 – 0 | Шотландія |
| -------- | ----- | --------- |
|          |       |           |

| Ленінград |

| 25 травня |

| Греція | 1 – 3 | Португалія |
| ------ | ----- | ---------- |
|        |       |            |

| Ленінград |

| 27 травня |

| Ірландія | 1 – 1 | Греція |
| -------- | ----- | ------ |
|          |       |        |

| Ленінград |

| 27 травня |

| Шотландія | 3 – 1 | Португалія |
| --------- | ----- | ---------- |
|           |       |            |

| Ленінград |

| 29 травня |

| Ірландія | 3 – 2 | Португалія |
| -------- | ----- | ---------- |
|          |       |            |

| Ленінград |

| 29 травня |

| Шотландія | 1 – 1 | Греція |
| --------- | ----- | ------ |
|           |       |        |

| Ленінград |

### Група B
| Збірна   | І | В | Н | П | ГЗ | ГП | РГ | О |
| -------- | - | - | - | - | -- | -- | -- | - |
| Польща   | 3 | 3 | 0 | 0 | 3  | 0  | +3 | 6 |
| Болгарія | 3 | 1 | 1 | 1 | 3  | 3  | 0  | 3 |
| Італія   | 3 | 1 | 0 | 2 | 3  | 2  | +1 | 2 |
| Данія    | 3 | 0 | 1 | 2 | 2  | 6  | –4 | 1 |

| 25 травня |

| Болгарія | 2 – 2 | Данія |
| -------- | ----- | ----- |
|          |       |       |

| Київ |

| 25 травня |

| Польща | 1 – 0 | Італія |
| ------ | ----- | ------ |
|        |       |        |

| Київ |

| 27 травня |

| Данія | 0 – 3 | Італія |
| ----- | ----- | ------ |
|       |       |        |

| Київ |

| 27 травня |

| Болгарія | 0 – 1 | Польща |
| -------- | ----- | ------ |
|          |       |        |

| Київ |

| 29 травня |

| Данія | 0 – 1 | Польща |
| ----- | ----- | ------ |
|       |       |        |

| Київ |

| 29 травня |

| Болгарія | 1 – 0 | Італія |
| -------- | ----- | ------ |
|          |       |        |

| Київ |

### Група C
| Збірна     | І | В | Н | П | ГЗ | ГП | РГ  | О |
| ---------- | - | - | - | - | -- | -- | --- | - |
| СРСР       | 3 | 2 | 1 | 0 | 7  | 1  | +6  | 5 |
| Англія     | 3 | 1 | 2 | 0 | 4  | 2  | +2  | 4 |
| НДР        | 3 | 1 | 1 | 1 | 5  | 2  | +3  | 3 |
| Люксембург | 3 | 0 | 0 | 3 | 0  | 11 | –11 | 0 |

| 25 травня |

| Англія | 1 – 1 | НДР |
| ------ | ----- | --- |
|        |       |     |

| Москва |

| 25 травня |

| СРСР | 5 – 0 | Люксембург |
| ---- | ----- | ---------- |
|      |       |            |

| Москва |

| 27 травня |

| Англія | 1 – 1 | СРСР |
| ------ | ----- | ---- |
|        |       |      |

| Москва |

| 27 травня |

| НДР | 4 – 0 | Люксембург |
| --- | ----- | ---------- |
|     |       |            |

| Москва |

| 29 травня |

| Англія | 2 – 0 | Люксембург |
| ------ | ----- | ---------- |
|        |       |            |

| Москва |

| 29 травня |

| НДР | 0 – 1 | СРСР |
| --- | ----- | ---- |
|     |       |      |

| Москва |

### Група D
| Збірна         | І | В | Н | П | ГЗ | ГП | РГ | О |
| -------------- | - | - | - | - | -- | -- | -- | - |
| Угорщина       | 3 | 3 | 0 | 0 | 6  | 0  | +6 | 6 |
| Іспанія        | 3 | 1 | 1 | 1 | 3  | 4  | –1 | 3 |
| Чехословаччина | 3 | 1 | 1 | 1 | 3  | 5  | –2 | 3 |
| Швейцарія      | 3 | 0 | 0 | 3 | 2  | 5  | –3 | 0 |

| 25 травня |

| Чехословаччина | 0 – 3 | Угорщина |
| -------------- | ----- | -------- |
|                |       |          |

| Мінськ |

| 25 травня |

| Швейцарія | 1 – 2 | Іспанія |
| --------- | ----- | ------- |
|           |       |         |

| Мінськ |

| 27 травня |

| Чехословаччина | 2 – 1 | Швейцарія |
| -------------- | ----- | --------- |
|                |       |           |

| Мінськ |

| 27 травня |

| Угорщина | 2 – 1 | Іспанія |
| -------- | ----- | ------- |
|          |       |         |

| Мінськ |

| 29 травня |

| Чехословаччина | 1 – 1 | Іспанія |
| -------------- | ----- | ------- |
|                |       |         |

| Мінськ |

| 29 травня |

| Угорщина | 1 – 0 | Швейцарія |
| -------- | ----- | --------- |
|          |       |           |

| Мінськ |

## Плей-оф

### Півфінали
| 1 червня 1984 |

| Ірландія | 1 – 2 | СРСР |
| -------- | ----- | ---- |
|          |       |      |

| Стадіон «Динамо», Москва |

| 1 червня 1984 |

| Польща | 0 – 2 | Угорщина |
| ------ | ----- | -------- |
|        |       |          |

| «Торпедо», Москва |

### Матч за 3-тє місце
| 3 червня 1984 |

| Польща | 2 – 1 | Ірландія |
| ------ | ----- | -------- |
|        |       |          |

| Центральний стадіон ім. Леніна, Москва |

### Фінал
| 3 червня 1984 |

| Угорщина | 0 – 0    | СРСР |
| -------- | -------- | ---- |
|          |          |      |
|          | Пенальті |      |
|          | 3–2      |      |

| Центральний стадіон ім. Леніна, Москва Глядачів: 72.800 |

| Чемпіон Європи 1984 |
| ------------------- |
| Угорщина 3-й титул  |

## Збірні, що кваліфікувались намолодіжний ЧС 1985
- Болгарія
- Англія
- Угорщина
- Ірландія
- СРСР (господарі)
- Іспанія